# Iwan Pieriestiani

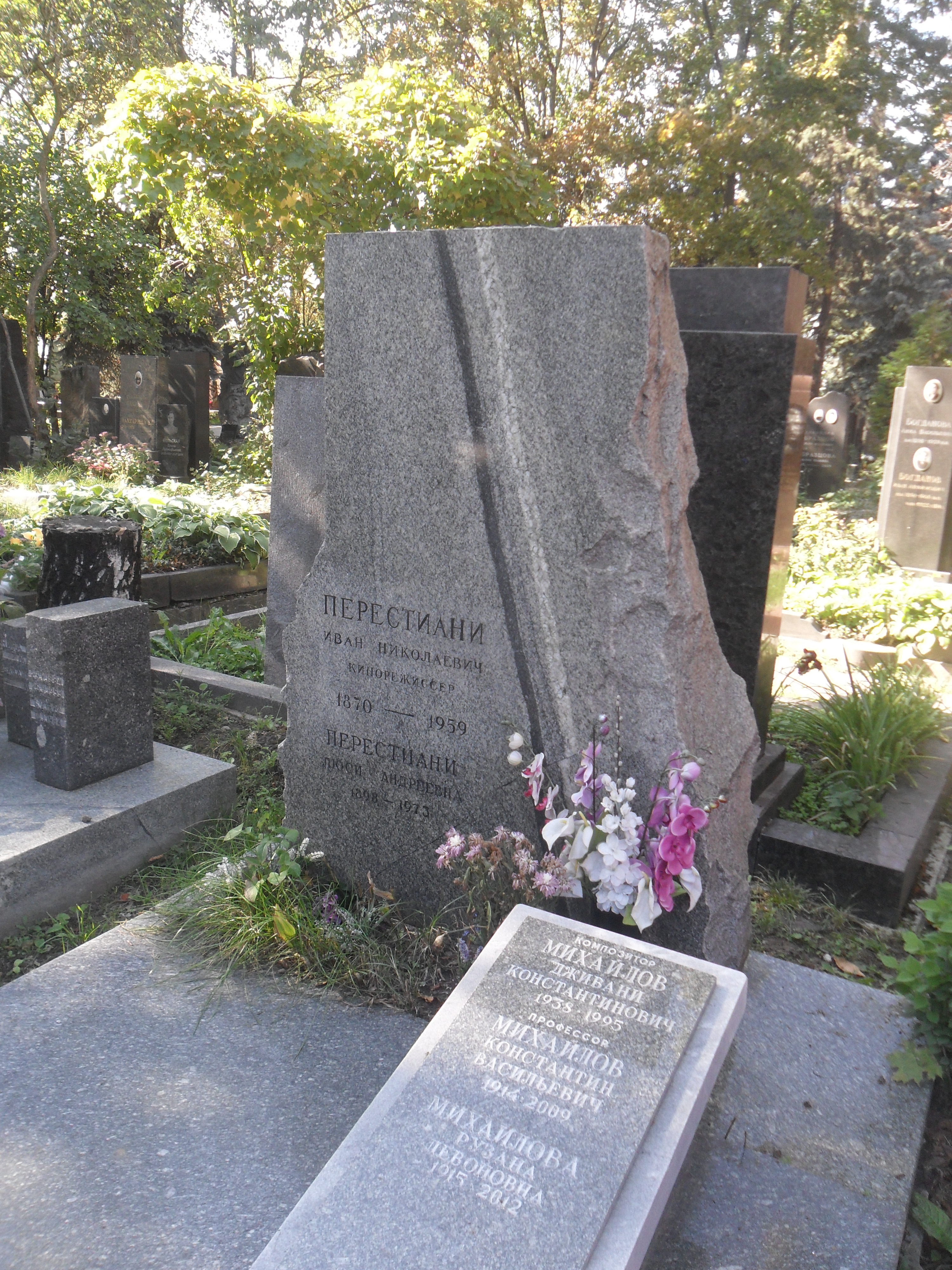
Grób Iwana Perestianiego na Cmentarzu Nowodziewiczym w Moskwie

Iwan Nikołajewicz Perestiani (ros. Иван Николаевич Перестиани; ur. 13 kwietnia 1870, zm. 14 maja 1959) – radziecki reżyser oraz aktor filmowy z czasów przedwojennych, specjalizujący się w rolach buduarowych amantów.
Pochowany na Cmentarzu Nowodziewiczym w Moskwie.

## Wybrana filmografia

### Reżyser
- 1919: Ojciec i syn[3] (Отец и сын)
- 1921: Arsen Dżordżiaszwili (Арсен Джорджиашвили)[4]
- 1923: Czerwone diablęta[5] (Красные дьяволята)
- 1924: Trzy życia[5] (Три жизни)